# Francesco Paura
Francesco Paura, pseudonimo di Francesco Curci (Camposano, 20 gennaio 1976), è un rapper italiano, noto per essere stato membro dei 13 Bastardi dal 1995 al 2004 e dei Videomind dal 2009 al 2011.

## Biografia

### I primi anni (1991-1994)
Il rapper, appassionato del genere fin da piccolo, muove i primi passi nel mondo dell'hip hop nel 1991 come writer.
Nel 1993 conosce gli artisti emergenti Elio Alaia (produttore di musica house) e DJ Snatch (attualmente tra i turntabler e produttori più noti della scena rap campana) e con loro comincia a scrivere rime e a creare basi.
Nello stesso anno il rapper incontra Luigi Farina (adesso noto come Callister) con il quale forma il duo Ordine del Pariamiento. I due esibendosi in jam nel centro storico di Napoli si faranno notare per la loro abilità nel rappare.

### I 13 Bastardi (1995-2003)
Nel 1995 gli Ordine del Pariamiento si fondono con i GPS e i Quinto Elemento (anch'essi gruppi emergenti della scena rap partenopea) formando un supergruppo chiamato 13 Bastardi.
Dopo varie esibizioni in tutto il paese, nel 1998 il gruppo pubblica con l'etichetta Jet Pilder un EP intitolato Troppo... e nel 2003 un album intitolato Persi nella giungla. Entrambi i dischi riscuotono un notevole successo all'interno della scena rap italiana.

### La carriera solista eOctoplus(2004-2006)
Dopo il secondo album con i 13 Bastardi nel 2004 si separa dal gruppo per intraprendere una carriera solista.
Incontra Fabio Musta (nome d'arte di Fabio Orza), un vecchio amico con il quale aveva già collaborato in precedenza durante i suoi esordi con il quale produce il suo primo album ufficiale intitolato Octoplus, pubblicato il 19 novembre 2006.
Dall'album viene estratto un videoclip, Tutto è fermo.

### L'attività con Clementino e Tayone (2009-2011)
Nel 2009 Paura forma insieme al rapper partenopeo Clementino e al noto disc jockey salernitano DJ Tayone i Videomind, con i quali pubblica un album studio, intitolato Afterparty, e due singoli estratti da questo, È normale e Music Therapy.

### Slowfood(2012-2013)
Nel tardo novembre del 2011 esce Vecchio, brano con annesso video musicale che anticipa la pubblicazione di un nuovo album da parte del rapper.
Già a metà 2011 alcune voci affermavano che Paura fosse tornato in studio per un nuovo album. Agli inizi del 2012 il rapper ha confermato la voce annunciando in un'intervista per la RapItaly il suo ritorno in studio per la produzione del suo secondo album anticipando anche che il disco avrebbe contenuto collaborazioni vocali di artisti come Shaone e Speaker Cenzou.
A metà aprile del 2012, il rapper rivela in un video promozionale il nome dell'album, Slowfood. Nello stesso video viene anche rivelato il nome di una traccia, Zombie, prodotta dal disc jockey salernitano Tayone e in collaborazione con il rapper Clementino. Il 30 ottobre 2012 viene pubblicato il video del brano.
Il 20 gennaio 2013, in concomitanza con il compleanno del rapper, viene pubblicato in freedownload il brano inedito Biohazard, in collaborazione con il rapper MadMan e prodotto da Goldentrash & the Lumberjacks. Il brano, non contenuto in Slowfood, è la descrizione di uno scenario post-apocalittico, ed è pubblicato come anticipazione dell'album, uscito il 12 aprile 2013.
In attesa dell'album, l'11 aprile 2013 è stato pubblicato il video del brano 999 Hit Combo. In seguito alla pubblicazione dell'album sono stati pubblicati anche i videoclip di tre brani: Automi (4 maggio 2013), Priorità (6 settembre 2013) e Drive (4 ottobre 2013).

### Darkswing(2015)
Il 18 maggio 2015 ha pubblicato il terzo album in studio Darkswing, anticipato dal singolo Il ritorno del guaglione, reso disponibile per il download digitale il 24 aprile.

## Discografia

### Da solista
- 2006 – Octoplus
- 2013 – Slowfood
- 2015 – Darkswing

### Con i 13 Bastardi
- 1998 – Troppo... (EP)
- 2003 – Persi nella giungla

### Con i Videomind
- 2010 – Afterparty
- 2011 – Afterparty Remix

### Collaborazioni
- 1999 – DJ Gruff – Mega Loma 4wd Super Deformed (feat. Paura & DJ Tayone)
- 2000 – Febo – + avanti (feat. Paura, Callister & DJ Snatch)
- 2006 – Clementino – Mutagenics (feat. Paura)
- 2006 – Rubo – I folli come noi (feat. Paura & DJ Snatch)
- 2007 – DJ Manueli – Pace a tutti voi (feat. Clementino & Paura)
- 2008 – Mirko Miro – On Air (feat. Paura & Micha Soul)
- 2008 – Fuoco Negli Occhi – Graffi sul vetro (Reload) (feat. Paura)
- 2009 – Fabio Musta – Antiopinionisti (feat. Clementino & Paura)
- 2009 – Marco Lombardo aka L-Mare – Fuori dalla gabbia (feat. Main Flow & Paura)
- 2011 – Patto MC – Vampiri nella giungla (feat. Paura & DJ Tayone)
- 2011 – Capeccapa – Questione 'e lengua (feat. Ghemon & Paura)
- 2011 – Patto MC – Per Gentlemen & Ladies (feat. Paura & Clementino)
- 2011 – Varna Vipra – Paura & delirio (feat. Paura)
- 2011 – Clementino – Se ne cade (feat. Paura)
- 2012 – Plaste – Non ho più paura (feat. Paura)
- 2012 – Radio Pulp – Show Must End (feat. Paura)
- 2012 – Goldentrash & the Lumberjacks – Biohazard (feat. MadMan & Paura)
- 2013 – Clementino – Dalle palazzine (feat. Marracash, Noyz Narcos, Ntò & Paura)
- 2014 – Mr. Phil – Covo di vipere (feat. Paura & Il Turco)
- 2015 – Clementino - Spari di parole (feat. Ensi & Paura)